# Deuxième circonscription de l'Ardèche
La deuxième circonscription de l'Ardèche est l'une des trois circonscriptions législatives que compte le département français de l'Ardèche (07), situé en région Rhône-Alpes.
Elle est représentée à partir de la XIIIe législature par Olivier Dussopt, député du Parti socialiste puis de Renaissance qui est benjamin de l'Assemblée nationale lors de son entrée en fonction en 2007. À la suite de sa nomination au gouvernement en 2017, il est remplacé par sa suppléante, Michèle Victory, pour le reste de la XVe législature puis par sa nouvelle suppléante, Laurence Heydel Grillere, pour le reste de la XVIe législature.
La circonscription est l'une des rares dont le découpage n'évolue pas depuis les débuts de la Cinquième République, en 1958.

## Description géographique et démographique

### De 1958 à 1986
La deuxième circonscription de l'Ardèche  était composée de :
- Canton d'Annonay
- Canton de Lamastre
- Canton de Saint-Agrève
- Canton de Saint-Félicien
- Canton de Saint-Péray
- Canton de Satillieu
- Canton de Serrières
- Canton de Tournon-sur-Rhône

### Depuis 1988
La deuxième circonscription de l'Ardèche forme un triangle, regroupant les zones situées au nord du département. Elle est organisée autour des villes d'Annonay et Tournon-sur-Rhône.
Elle regroupe les 9 cantons suivants parmi les 12 cantons de l'arrondissement de Tournon-sur-Rhône :
- Annonay-Nord
- Annonay-Sud
- Lamastre
- Saint-Agrève
- Saint-Félicien
- Saint-Péray
- Satillieu
- Serrières
- Tournon-sur-Rhône.

## Historique des résultats
| Législature | Début de mandat | Fin de mandat  | Député                               | Parti politique | Observations |
| ----------- | --------------- | -------------- | ------------------------------------ | --------------- | --- |
| Ire         | 9 décembre 1958 | 9 octobre 1962 | Louis Roche-Defrance                 | CNI             | Conseiller général de Tournon Mandat écourté à la suite d'une dissolution parlementaire décidée par Charles de Gaulle. |
| IIe         | 6 décembre 1962 | 2 avril 1967   | Louis Roche-Defrance                 | RI              | Maire de Tournon conseiller général de Tournon |
| IIIe        | 3 avril 1967    | 30 mai 1968    | Louis Roche-Defrance                 | DVD             | Maire de Tournon conseiller général du Tournon Mandat écourté à la suite d'une dissolution parlementaire décidée par Charles de Gaulle. |
| IVe         | 11 juillet 1968 | 1er avril 1973 | Henri Torre                          | UDR             | Conseiller général de Serrières (à partir de 1970). |
| Ve          | 2 avril 1973    | 2 avril 1978   | Henri Torre                          | UDR             | Maire de Boulieu-les-Annonay conseiller général de Serrières Remplacé par Pierre Grandcolas le 14 mai 1973 à la suite de sa nomination au gouvernement. Récupère son poste le 6 octobre 1974 à la faveur d'une élection partielle à la suite de sa sortie du gouvernement. |
| VIe         | 3 avril 1978    | 22 mai 1981    | Henri Torre                          | DVD             | Maire de Boulieu-les-Annonay conseiller général de Serrières Remplacé par Régis Perbet (élection partielle) le 30 novembre 1980 à la suite de son élection au Sénat Mandat écourté à la suite d'une dissolution parlementaire décidée par François Mitterrand.             |
| VIIe        | 2 juillet 1981  | 1er avril 1986 | Régis Perbet                         | RPR             | Maire d'Annonay (1983-1986) conseiller général de Annonay-Sud |
| IXe         | 23 juin 1988    | 1er avril 1993 | Régis Perbet Henri-Jean Arnaud       | RPR             | Remplacé par Henri-Jean Arnaud le 23 juin 1992 à la suite de son décès. |
| Xe          | 2 avril 1993    | 21 avril 1997  | Henri-Jean Arnaud                    | RPR             | Maire de Guilherand-Granges conseiller général de Saint-Péray Mandat écourté à la suite d'une dissolution parlementaire décidée par Jacques Chirac. |
| XIe         | 12 juin 1997    | 18 juin 2002   | Jacques Dondoux Jean Pontier         | PRS             | Maire de Saint-Agrève conseiller général de Saint-Agrève Remplacé par Jean Pontier le 4 juillet 1997 à la suite de sa nomination au gouvernement. |
| XIIe        | 19 juin 2002    | 19 juin 2007   | Gérard Weber                         | UMP             | Maire d'Annonay Président du Bassin d'Agglomération d'Annonay |
| XIIIe       | 20 juin 2007    | 19 juin 2012   | Olivier Dussopt                      | PS              | Maire d'Annonay |
| XIVe        | 20 juin 2012    | 20 juin 2017   | Olivier Dussopt                      | PS              | Maire d'Annonay |
| XVe         | 21 juin 2017    | 21 juin 2022   | Olivier Dussopt puis Michèle Victory | PS              | Maire d'Annonay Remplacé par Michèle Victory le 25 décembre 2017 à la suite de sa nomination au gouvernement. |
| XVIe        | 22 juin 2022    | 9 juin 2024    | Olivier Dussopt                      | TDP-Ensemble    | Ministre sous le gouvernement Élisabeth Borne Mandat écourté à la suite d'une dissolution parlementaire décidée par Emmanuel Macron. |

## Historique des élections
Voici la liste des résultats des élections législatives dans la circonscription depuis le découpage électoral de 1986 : 

### Avant le redécoupage de 1986

#### Élections de 1958
| Candidat         | Candidat                 | Parti          | Premier tour | Premier tour | Second tour | Second tour |  |
| Candidat         | Candidat                 | Parti          | Voix         | %            | Voix        | %           |  |
| ---------------- | ------------------------ | -------------- | ------------ | ------------ | ----------- | ----------- |  |
|                  | Louis Roche-Defrance élu | CNIP           | 19 853       | 46,29        | 27 602      | 68,05       |  |
|                  | Louis Servonnet          | MRP            | 6 651        | 15,51        | Retrait     | Retrait     |  |
|                  | Ferdinand Janvier        | SFIO           | 6 493        | 15,14        | 7 022       | 17,31       |  |
|                  | Adrien Lacour            | PCF            | 6 199        | 14,45        | 5 938       | 14,64       |  |
|                  | Henri Schneider          | UNR            | 3 696        | 8,62         | Retrait     | Retrait     |  |
|                  |                          |                |              |              |             |             |  |
| Inscrits         | Inscrits                 | Inscrits       | 55 857       | 100,00       | 55 853      | 100,00      |  |
| Abstentions      | Abstentions              | Abstentions    | 12 231       | 21,9         | 14 611      | 26,16       |  |
| Votants          | Votants                  | Votants        | 43 626       | 78,1         | 41 242      | 73,84       |  |
| Blancs et nuls   | Blancs et nuls           | Blancs et nuls | 734          | 1,68         | 680         | 1,65        |  |
| Exprimés         | Exprimés                 | Exprimés       | 42 892       | 98,32        | 40 562      | 98,35       |  |
| Source : Gallica |                          |                |              |              |             |             |  |

René Tourasse, notaire à Saint-Agrève était le suppléant de Louis Roche-Defrance.

#### Élections de 1962
|                  | Louis Roche-Defrance sortant réélu | CNIP           | 25 631 | 70,83  |  |  |  |
|                  | Georges Fargier                    | PCF            | 6 070  | 16,77  |  |  |  |
|                  | Marius Bouchon                     | SFIO           | 4 484  | 12,39  |  |  |  |
|                  |                                    |                |        |        |  |  |  |
| Inscrits         | Inscrits                           | Inscrits       | 55 366 | 100,00 |  |  |  |
| Abstentions      | Abstentions                        | Abstentions    | 17 237 | 31,13  |  |  |  |
| Votants          | Votants                            | Votants        | 38 129 | 68,87  |  |  |  |
| Blancs et nuls   | Blancs et nuls                     | Blancs et nuls | 1 944  | 5,1    |  |  |  |
| Exprimés         | Exprimés                           | Exprimés       | 36 185 | 94,9   |  |  |  |
| Source : Gallica |                                    |                |        |        |  |  |  |

Louis-Félix Serve, notaire, conseiller général du canton de Serrières, maire de Félines, était le suppléant de Louis Roche-Defrance.

#### Élections législatives de 1967
| Candidat         | Candidat                           | Parti          | Premier tour | Premier tour | Second tour | Second tour |  |
| Candidat         | Candidat                           | Parti          | Voix         | %            | Voix        | %           |  |
| ---------------- | ---------------------------------- | -------------- | ------------ | ------------ | ----------- | ----------- |  |
|                  | Louis Roche-Defrance sortant réélu | CD (PDM)       | 19 716       | 43,99        | 26 131      | 60,34       |  |
|                  | Michel Guigal                      | FGDS (SFIO)    | 9 271        | 20,68        | 16 822      | 38,84       |  |
|                  | Pierre Besson                      | UD-Ve          | 8 922        | 19,90        | 450         | 1,03        |  |
|                  | Georges Fargier                    | PCF            | 6 905        | 15,40        | Retrait     | Retrait     |  |
|                  |                                    |                |              |              |             |             |  |
| Inscrits         | Inscrits                           | Inscrits       | 56 767       | 100,00       | 56 746      | 100,00      |  |
| Abstentions      | Abstentions                        | Abstentions    | 9 072        | 15,98        | 12 406      | 21,86       |  |
| Votants          | Votants                            | Votants        | 47 695       | 84,02        | 44 340      | 78,14       |  |
| Blancs et nuls   | Blancs et nuls                     | Blancs et nuls | 2 881        | 6,04         | 937         | 2,11        |  |
| Exprimés         | Exprimés                           | Exprimés       | 44 814       | 93,96        | 43 403      | 97,89       |  |
| Source : Gallica |                                    |                |              |              |             |             |  |

Jean de Missolz, membre du CD, ingénieur, conseiller général du canton de Satillieu, maire de Saint-Alban-d'Ay était le suppléant de Louis Roche-Defrance.

#### Élections législatives de 1968
| Candidat           | Candidat                     | Parti          | Premier tour | Premier tour | Second tour | Second tour |  |
| Candidat           | Candidat                     | Parti          | Voix         | %            | Voix        | %           |  |
| ------------------ | ---------------------------- | -------------- | ------------ | ------------ | ----------- | ----------- |  |
|                    | Henri Torre élu              | UDR            | 15 963       | 35,54        | 21 028      | 48,91       |  |
|                    | Louis Roche-Defrance sortant | RI             | 14 063       | 31,31        | 14 912      | 34,69       |  |
|                    | Michel Guigal                | FGDS (Radical) | 8 728        | 19,44        | Retrait     | Retrait     |  |
|                    | Jean Maron                   | PCF            | 6 157        | 13,71        | 7 048       | 16,40       |  |
|                    |                              |                |              |              |             |             |  |
| Inscrits           | Inscrits                     | Inscrits       | 56 756       | 100,00       | 56 745      | 100,00      |  |
| Abstentions        | Abstentions                  | Abstentions    | 11 232       | 19,79        | 13 037      | 22,97       |  |
| Votants            | Votants                      | Votants        | 45 524       | 80,21        | 43 708      | 77,03       |  |
| Blancs et nuls     | Blancs et nuls               | Blancs et nuls | 613          | 1,35         | 720         | 1,65        |  |
| Exprimés           | Exprimés                     | Exprimés       | 44 911       | 98,65        | 42 988      | 98,35       |  |
| Source : Data.gouv |                              |                |              |              |             |             |  |

Pierre Grandcolas, médecin, maire de Lamastre, était suppléant d'Henri Torre.

#### Élections législatives de 1973
| Candidat           | Candidat                     | Parti          | Premier tour | Premier tour | Second tour | Second tour |  |
| Candidat           | Candidat                     | Parti          | Voix         | %            | Voix        | %           |  |
| ------------------ | ---------------------------- | -------------- | ------------ | ------------ | ----------- | ----------- |  |
|                    | Henri Torre sortant réélu    | UDR (URP)      | 23 907       | 49,91        | 27 902      | 58,30       |  |
|                    | Louis Gaillard               | PS (UGSD)      | 11 104       | 23,18        | 19 951      | 41,69       |  |
|                    | Raymond Combe                | PCF            | 7 169        | 14,96        | Retrait     | Retrait     |  |
|                    | Patrick Glises de La Rivière | MR             | 5 719        | 11,93        |             |             |  |
|                    |                              |                |              |              |             |             |  |
| Inscrits           | Inscrits                     | Inscrits       | 59 810       | 100,00       | 59 807      | 100,00      |  |
| Abstentions        | Abstentions                  | Abstentions    | 10 877       | 18,19        | 10 789      | 18,04       |  |
| Votants            | Votants                      | Votants        | 48 933       | 81,81        | 49 018      | 81,96       |  |
| Blancs et nuls     | Blancs et nuls               | Blancs et nuls | 1 034        | 2,11         | 1 165       | 2,38        |  |
| Exprimés           | Exprimés                     | Exprimés       | 47 899       | 97,89        | 47 853      | 97,62       |  |
| Source : Data.gouv |                              |                |              |              |             |             |  |

Pierre Grandcolas était le suppléant d'Henri Torre. Pierre Grandcolas remplaça Henri Torre, nommé membre du gouvernement, du 13 mai 1973 au 11 juillet 1974.
Il démissionna le 11 juillet 1974.

#### Élection partielle de 1974
| Candidat                                              | Candidat                  | Parti          | Premier tour | Premier tour | Second tour | Second tour |  |
| Candidat                                              | Candidat                  | Parti          | Voix         | %            | Voix        | %           |  |
| ----------------------------------------------------- | ------------------------- | -------------- | ------------ | ------------ | ----------- | ----------- |  |
|                                                       | Henri Torre sortant réélu | UDR            | 20 015       | 49,69        | 22 493      | 50,36       |  |
|                                                       | Louis Gaillard            | PS             | 13 887       | 34,48        | 22 168      | 49,63       |  |
|                                                       | Raymond Combe             | PCF            | 5 026        | 12,47        |             |             |  |
|                                                       | André Moulin              | LO             | 758          | 1,88         |             |             |  |
|                                                       | Jean-Paul Lagarrigue      | FN             | 587          | 1,45         |             |             |  |
|                                                       |                           |                |              |              |             |             |  |
| Inscrits                                              | Inscrits                  | Inscrits       | 62 375       | 100,00       | 62 391      | 100,00      |  |
| Abstentions                                           | Abstentions               | Abstentions    | 21 419       | 34,34        | 17 064      | 27,35       |  |
| Votants                                               | Votants                   | Votants        | 40 956       | 65,66        | 45 327      | 72,65       |  |
| Blancs et nuls                                        | Blancs et nuls            | Blancs et nuls | 683          | 1,67         | 666         | 1,47        |  |
| Exprimés                                              | Exprimés                  | Exprimés       | 40 273       | 98,33        | 44 661      | 98,53       |  |
| Source : Le Monde, éditions des 1er et 8 octobre 1974 |                           |                |              |              |             |             |  |

#### Élections législatives de 1978
|                    | Henri Torre sortant réélu | UDF (PR)       | 29 513 | 52,53  |  |  |  |
|                    | Louis Gaillard            | PS             | 14 929 | 26,57  |  |  |  |
|                    | Claude Inguenaud          | PCF            | 7 300  | 12,99  |  |  |  |
|                    | Guy Tabardel              | Écologie 78    | 3 264  | 5,81   |  |  |  |
|                    | Jean-Pierre Dalicieux     | LO             | 1 167  | 2,07   |  |  |  |
|                    |                           |                |        |        |  |  |  |
| Inscrits           | Inscrits                  | Inscrits       | 67 370 | 100,00 |  |  |  |
| Abstentions        | Abstentions               | Abstentions    | 10 266 | 15,24  |  |  |  |
| Votants            | Votants                   | Votants        | 57 104 | 84,76  |  |  |  |
| Blancs et nuls     | Blancs et nuls            | Blancs et nuls | 931    | 1,63   |  |  |  |
| Exprimés           | Exprimés                  | Exprimés       | 56 173 | 98,37  |  |  |  |
| Source : Data.gouv |                           |                |        |        |  |  |  |

Régis Perbet, conseiller général RPR du canton d'Annonay-Sud, était le suppléant d'Henri Torre.

#### Élection partielle du 23 et du 30 novembre 1980
Henri Torre est élu Sénateur le 28 septembre 1980.
Régis Perbet, RPR est élu au deuxième tour avec 55,98 % des voix.
Robert Charra, PS obtient 44,01 %.
Le suppléant de Régis Perbet était Jean-Pierre Frachisse, UDF, chef comptable, conseiller général du canton de Saint-Félicien, maire de Pailharès.

#### Élections législatives de 1981
| Candidat              | Candidat                   | Parti          | Premier tour | Premier tour | Second tour | Second tour |  |
| Candidat              | Candidat                   | Parti          | Voix         | %            | Voix        | %           |  |
| --------------------- | -------------------------- | -------------- | ------------ | ------------ | ----------- | ----------- |  |
|                       | Régis Perbet sortant réélu | RPR (UNM)      | 22 668       | 46,96        | 27 821      | 51,68       |  |
|                       | Robert Charra              | PS             | 18 758       | 38,87        | 26 016      | 48,32       |  |
|                       | Marie-Claude Inguenaud     | PCF            | 4 369        | 9,05         |             |             |  |
|                       | Hubert de Montgolfier      | diss. UDF      | 2 470        | 5,12         |             |             |  |
|                       |                            |                |              |              |             |             |  |
| Inscrits              | Inscrits                   | Inscrits       | 70 143       | 100,00       | 70 137      | 100,00      |  |
| Abstentions           | Abstentions                | Abstentions    | 21 321       | 30,4         | 15 688      | 22,37       |  |
| Votants               | Votants                    | Votants        | 48 822       | 69,6         | 54 449      | 77,63       |  |
| Blancs et nuls        | Blancs et nuls             | Blancs et nuls | 557          | 1,14         | 612         | 1,12        |  |
| Exprimés              | Exprimés                   | Exprimés       | 48 265       | 98,86        | 53 837      | 98,88       |  |
| Source : Data.gouv.fr |                            |                |              |              |             |             |  |

Jean-Pierre Frachisse, conseiller général UDF, maire de Pailharès était le suppléant de Régis Perbet.

### Depuis le redécoupage de 1986

#### Élections législatives de 1988
| Candidat                                                   | Candidat          | Parti                      | Premier tour | Premier tour | Second tour | Second tour |  |
| Candidat                                                   | Candidat          | Parti                      | Voix         | %            | Voix        | %           |  |
| ---------------------------------------------------------- | ----------------- | -------------------------- | ------------ | ------------ | ----------- | ----------- |  |
|                                                            | Régis Perbet élu  | RPR (URC)                  | 17 195       | 35,66        | 27 277      | 51,31       |  |
|                                                            | Jacques Dondoux   | Divers gauche (Maj. prés.) | 16 942       | 35,14        | 25 880      | 48,69       |  |
|                                                            | Dominique Chambon | diss. UDF                  | 7 179        | 14,89        |             |             |  |
|                                                            | Serge Plana       | PCF                        | 3 654        | 7,57         |             |             |  |
|                                                            | Philippe Arnaud   | FN                         | 3 248        | 6,74         |             |             |  |
|                                                            |                   |                            |              |              |             |             |  |
| Inscrits                                                   | Inscrits          | Inscrits                   | 75 361       | 100,00       | 74 795      | 100,00      |  |
| Abstentions                                                | Abstentions       | Abstentions                | 26 438       | 35,08        | 20 573      | 27,51       |  |
| Votants                                                    | Votants           | Votants                    | 48 923       | 64,92        | 54 222      | 72,49       |  |
| Blancs et nuls                                             | Blancs et nuls    | Blancs et nuls             | 705          | 1,44         | 1 065       | 1,96        |  |
| Exprimés                                                   | Exprimés          | Exprimés                   | 48 218       | 98,56        | 53 157      | 98,04       |  |
| Source : Data.gouv.fr et Le Monde du 14 juin 1988, page 18 |                   |                            |              |              |             |             |  |

Henri-Jean Arnaud, conseiller général, maire de Guilherand-Granges-lès-Valence était le suppléant de Régis Perbet.
Régis Perbet décède le 22 juin 1992, et est remplacé par Henri-Jean Arnaud.

#### Élections législatives de 1993
|                                                          | Henri-Jean Arnaud sortant réélu | RPR (UPF)                  | 18 231 | 34,94  | 23 468 | 58,33  |  |  |  |  |  |  |  |
|                                                          | Dominique Chambon               | diss. UDF                  | 9 486  | 18,18  | 16 768 | 41,67  |  |  |  |  |  |  |  |
|                                                          | Yves Jouvet                     | PS (ADFP)                  | 7 730  | 14,81  |        |        |  |  |  |  |  |  |  |
|                                                          | Philippe Arnaud                 | FN                         | 5 737  | 10,99  |        |        |  |  |  |  |  |  |  |
|                                                          | Michel Rabanit                  | Les Verts (EÉ)             | 5 004  | 9,59   |        |        |  |  |  |  |  |  |  |
|                                                          | Serge Plana                     | PCF                        | 4 125  | 7,90   |        |        |  |  |  |  |  |  |  |
|                                                          | Patrick Vivien                  | Divers écologiste (LT-LNÉ) | 1 350  | 2,59   |        |        |  |  |  |  |  |  |  |
|                                                          | Michel Cez                      | UDI                        | 520    | 1,00   |        |        |  |  |  |  |  |  |  |
|                                                          |                                 |                            |        |        |        |        |  |  |  |  |  |  |  |
| Inscrits                                                 | Inscrits                        | Inscrits                   | 78 337 | 100,00 | 78 331 | 100,00 |  |  |  |  |  |  |  |
| Abstentions                                              | Abstentions                     | Abstentions                | 23 376 | 29,84  | 29 294 | 37,4   |  |  |  |  |  |  |  |
| Votants                                                  | Votants                         | Votants                    | 54 961 | 70,16  | 49 037 | 62,6   |  |  |  |  |  |  |  |
| Blancs et nuls                                           | Blancs et nuls                  | Blancs et nuls             | 2 778  | 5,05   | 8 801  | 17,95  |  |  |  |  |  |  |  |
| Exprimés                                                 | Exprimés                        | Exprimés                   | 52 183 | 94,95  | 40 236 | 82,05  |  |  |  |  |  |  |  |
| Source : Data.gouv.fr et Le Monde des 23 et 30 mars 1993 |                                 |                            |        |        |        |        |  |  |  |  |  |  |  |

Le suppléant d'Henri-Jean Arnaud était Claude Faure, maire d'Annonay, conseiller général du canton d'Annonay-Sud, conseiller régional.

#### Élections législatives de 1997
| Candidat                     | Candidat                        | Parti          | Premier tour | Premier tour | Second tour | Second tour |  |
| Candidat                     | Candidat                        | Parti          | Voix         | %            | Voix        | %           |  |
| ---------------------------- | ------------------------------- | -------------- | ------------ | ------------ | ----------- | ----------- |  |
|                              | Henri-Jean Arnaud sortant       | RPR            | 16 086       | 31,62        | 26 500      | 48,31       |  |
|                              | Jacques Dondoux élu             | PRS            | 15 473       | 30,42        | 28 357      | 51,69       |  |
|                              | Henry Desprès                   | FN             | 7 050        | 13,86        |             |             |  |
|                              | Patrick Laybros                 | PCF            | 3 644        | 7,16         |             |             |  |
|                              | Michel Rabanit                  | Les Verts      | 2 488        | 4,89         |             |             |  |
|                              | Patrick de Glises de la Rivière | LDI (MPF)      | 2 147        | 4,22         |             |             |  |
|                              | François Egéa                   | Divers (US4J)  | 1 238        | 2,43         |             |             |  |
|                              | Stéphane Wendlinger             | Divers         | 1 193        | 2,35         |             |             |  |
|                              | Malik Benkhellaf                | GÉ             | 1 028        | 2,02         |             |             |  |
|                              | Christine Nucci                 | Divers gauche  | 519          | 1,02         |             |             |  |
|                              |                                 |                |              |              |             |             |  |
| Inscrits                     | Inscrits                        | Inscrits       | 79 154       | 100,00       | 79 152      | 100,00      |  |
| Abstentions                  | Abstentions                     | Abstentions    | 25 442       | 32,14        | 21 054      | 26,6        |  |
| Votants                      | Votants                         | Votants        | 53 712       | 67,86        | 58 098      | 73,4        |  |
| Blancs et nuls               | Blancs et nuls                  | Blancs et nuls | 2 846        | 5,3          | 3 241       | 5,58        |  |
| Exprimés                     | Exprimés                        | Exprimés       | 50 866       | 94,7         | 54 857      | 94,42       |  |
| Source : Assemblée nationale |                                 |                |              |              |             |             |  |

Le suppléant de Jacques Dondoux était Jean Pontier, conseiller général du canton de Tournon-sur-Rhône, maire de Saint-Jean-de-Muzols. Jean Pontier remplaça Jacques Dondoux, nommé membre du Gouvernement, du 5 juillet 1997 au 18 juin 2002.

#### Élections législatives de 2002
| Candidat       | Candidat               | Parti             | Premier tour | Premier tour | Second tour | Second tour |  |
| Candidat       | Candidat               | Parti             | Voix         | %            | Voix        | %           |  |
| -------------- | ---------------------- | ----------------- | ------------ | ------------ | ----------- | ----------- |  |
|                | Gérard Weber élu       | UMP               | 15 629       | 28,79        | 26 634      | 53,84       |  |
|                | Catherine Rolin        | PS                | 13 454       | 24,78        | 22 835      | 46,16       |  |
|                | Dominique Chambon      | UDF               | 6 746        | 12,42        |             |             |  |
|                | Jean-Paul Vallon       | Divers            | 5 629        | 10,37        |             |             |  |
|                | Françoise Vanhove      | FN                | 5 449        | 10,04        |             |             |  |
|                | Jean-Claude Mourgues   | Les Verts         | 2 594        | 4,78         |             |             |  |
|                | Stéphane Wendlinger    | Pôle républicain  | 913          | 1,68         |             |             |  |
|                | Angélique Rossi        | CPNT              | 750          | 1,38         |             |             |  |
|                | Claire Lainez          | LO                | 652          | 1,2          |             |             |  |
|                | Marc Poggi             | Divers            | 618          | 1,14         |             |             |  |
|                | Michel Rouby           | MNR               | 584          | 1,08         |             |             |  |
|                | Patrick Hoeffel        | Extrême droite    | 569          | 1,05         |             |             |  |
|                | Michèle Marion-Coutret | PT                | 273          | 0,5          |             |             |  |
|                | Louis-Marcel Tournon   | Divers écologiste | 257          | 0,47         |             |             |  |
|                | Christophe Houcine     | GÉ                | 178          | 0,33         |             |             |  |
|                |                        |                   |              |              |             |             |  |
| Inscrits       | Inscrits               | Inscrits          | 83 133       | 100,00       | 83 126      | 100,00      |  |
| Abstentions    | Abstentions            | Abstentions       | 27 784       | 33,42        | 31 653      | 38,08       |  |
| Votants        | Votants                | Votants           | 55 349       | 66,58        | 51 473      | 61,92       |  |
| Blancs et nuls | Blancs et nuls         | Blancs et nuls    | 1 054        | 1,9          | 2 004       | 3,89        |  |
| Exprimés       | Exprimés               | Exprimés          | 54 295       | 98,1         | 49 469      | 96,11       |  |

Le suppléant de Gérard Weber était Mathieu Darnaud, de Guilherand-Granges.

#### Élections législatives de 2007
| Candidat       | Candidat             | Parti          | Premier tour | Premier tour | Second tour | Second tour |  |
| Candidat       | Candidat             | Parti          | Voix         | %            | Voix        | %           |  |
| -------------- | -------------------- | -------------- | ------------ | ------------ | ----------- | ----------- |  |
|                | Gérard Weber sortant | UMP            | 15 964       | 29,37        | 25 073      | 46,29       |  |
|                | Olivier Dussopt élu  | PS             | 14 186       | 26,1         | 29 096      | 53,71       |  |
|                | Jacques Dubay        | Divers droite  | 9 171        | 16,87        |             |             |  |
|                | Dominique Chambon    | UDF–MoDem      | 4 793        | 8,82         |             |             |  |
|                | Claude Richard       | FN             | 2 021        | 3,72         |             |             |  |
|                | Jean Fantini         | PCF            | 1 909        | 3,51         |             |             |  |
|                | Jean-Claude Mourgues | Les Verts      | 1 857        | 3,42         |             |             |  |
|                | Odette Gorisse       | LCR            | 1 365        | 2,51         |             |             |  |
|                | Véronique Faure      | CPNT           | 761          | 1,4          |             |             |  |
|                | Brigitte Inglese     | LT-LNÉ         | 641          | 1,18         |             |             |  |
|                | Christophe Frachon   | MPF            | 585          | 1,08         |             |             |  |
|                | Béatrice Cauvin      | LO             | 443          | 0,81         |             |             |  |
|                | Patrick Schoun       | Divers         | 345          | 0,63         |             |             |  |
|                | Michel Rouby         | MNR            | 316          | 0,58         |             |             |  |
|                |                      |                |              |              |             |             |  |
| Inscrits       | Inscrits             | Inscrits       | 88 921       | 100,00       | 88 923      | 100,00      |  |
| Abstentions    | Abstentions          | Abstentions    | 33 532       | 37,71        | 33 040      | 37,16       |  |
| Votants        | Votants              | Votants        | 55 389       | 62,29        | 55 883      | 62,84       |  |
| Blancs et nuls | Blancs et nuls       | Blancs et nuls | 1 032        | 1,86         | 1 714       | 3,07        |  |
| Exprimés       | Exprimés             | Exprimés       | 54 357       | 98,14        | 54 169      | 96,93       |  |

La suppléante d'Olivier Dussopt était Michèle Victory, professeur d'Anglais, adjointe au maire de Tournon-sur-Rhône.

#### Élections législatives de 2012
Les élections législatives françaises de 2012 ont eu lieu les dimanches 10 et 17 juin 2012.
- Député sortant : Olivier Dussopt (PS), réélu.

| Candidat       | Candidat                      | Parti          | Premier tour | Premier tour | Second tour | Second tour |  |
| Candidat       | Candidat                      | Parti          | Voix         | %            | Voix        | %           |  |
| -------------- | ----------------------------- | -------------- | ------------ | ------------ | ----------- | ----------- |  |
|                | Olivier Dussopt sortant réélu | PS             | 22 629       | 40,29        | 28 990      | 53,35       |  |
|                | Mathieu Darnaud               | UMP            | 19 029       | 33,88        | 25 347      | 46,65       |  |
|                | Véronique Gathercole          | RBM (FN)       | 7 583        | 13,50        |             |             |  |
|                | Myriam Normand                | FG (PCF) (PG)  | 2 368        | 4,22         |             |             |  |
|                | Justine Arnaud                | EÉLV           | 1 907        | 3,40         |             |             |  |
|                | Claude Escande                | CpF (MoDem)    | 948          | 1,69         |             |             |  |
|                | Raphaël Nogier                | Divers droite  | 377          | 0,67         |             |             |  |
|                | Brigitte Tussau               | LT-LNÉ         | 342          | 0,61         |             |             |  |
|                | Anne-Laure Le Grand           | DLR            | 317          | 0,56         |             |             |  |
|                | Pascal Guion                  | SÉGA-MOC (NPA) | 271          | 0,48         |             |             |  |
|                | Jackie Durand                 | AÉI            | 208          | 0,37         |             |             |  |
|                | Christophe Marchisio          | LO             | 179          | 0,32         |             |             |  |
|                | Gabriel Bardonnet             | RIC            | 1            | 0,00         |             |             |  |
|                |                               |                |              |              |             |             |  |
| Inscrits       | Inscrits                      | Inscrits       | 90 928       | 100,00       | 90 825      | 100,00      |  |
| Abstentions    | Abstentions                   | Abstentions    | 34 019       | 37,41        | 35 153      | 38,7        |  |
| Votants        | Votants                       | Votants        | 56 909       | 62,59        | 55 672      | 61,3        |  |
| Blancs et nuls | Blancs et nuls                | Blancs et nuls | 750          | 1,32         | 1 335       | 2,4         |  |
| Exprimés       | Exprimés                      | Exprimés       | 56 159       | 98,68        | 54 337      | 97,6        |  |

La suppléante d'Olivier Dussopt était Michèle Victory

#### Élections législatives de 2017
|                                                                           |                                                                               |                           |                           |                          |                          |
|                                                                           |                                                                               | Premier tour 11 juin 2017 | Premier tour 11 juin 2017 | Second tour 18 juin 2017 | Second tour 18 juin 2017 |
|                                                                           |                                                                               |                           |                           |                          |                          |
|                                                                           |                                                                               | Nombre                    | % des inscrits            | Nombre                   | % des inscrits           |
| Inscrits                                                                  | Inscrits                                                                      | 93 064                    | 100,00                    | 93 064                   | 100,00                   |
| Abstentions                                                               | Abstentions                                                                   | 43 197                    | 46,42                     | 49 718                   | 53,42                    |
| Votants                                                                   | Votants                                                                       | 49 867                    | 53,58                     | 43 346                   | 46,58                    |
|                                                                           |                                                                               |                           | % des votants             |                          | % des votants            |
| Bulletins blancs                                                          | Bulletins blancs                                                              | 627                       | 1,26                      | 2 799                    | 6,46                     |
| Bulletins nuls                                                            | Bulletins nuls                                                                | 253                       | 0,51                      | 1 236                    | 2,85                     |
| Suffrages exprimés                                                        | Suffrages exprimés                                                            | 48 987                    | 98,24                     | 39 311                   | 90,69                    |
|                                                                           |                                                                               |                           |                           |                          |                          |
| Candidat Étiquette politique (partis et alliances)                        | Candidat Étiquette politique (partis et alliances)                            | Voix                      | % des exprimés            | Voix                     | % des exprimés           |
|                                                                           |                                                                               |                           |                           |                          |                          |
|                                                                           | Laurette Gouyet-Pommaret La République en marche !                            | 12 718                    | 25,96                     | 17 179                   | 43,70                    |
|                                                                           | Olivier Dussopt (député sortant) Parti socialiste (Parti radical de gauche)   | 11 531                    | 23,54                     | 22 132                   | 56,30                    |
|                                                                           | Marc-Antoine Quenette Les Républicains (Union des démocrates et indépendants) | 6 585                     | 13,44                     |                          |                          |
|                                                                           | Odile Lasfargues-Bouyon Front national                                        | 6 026                     | 12,30                     |                          |                          |
|                                                                           | Samia Hasnaoui La France insoumise                                            | 4 897                     | 10,00                     |                          |                          |
|                                                                           | Jean-Paul Vallon Divers droite                                                | 3 293                     | 6,72                      |                          |                          |
|                                                                           | Nadia Senni Europe Écologie Les Verts                                         | 1 460                     | 2,98                      |                          |                          |
|                                                                           | Isabelle François Debout la France                                            | 1 116                     | 2,28                      |                          |                          |
|                                                                           | Daniel Babarossa Parti communiste français                                    | 859                       | 1,75                      |                          |                          |
|                                                                           | Christophe Marchisio Lutte ouvrière                                           | 263                       | 0,54                      |                          |                          |
|                                                                           | Isabelle Strubi Divers (Union populaire républicaine)                         | 239                       | 0,49                      |                          |                          |
|                                                                           | Jean-Paul Louis Vallon Extrême droite (Union des patriotes)                   | 0                         | 0,00                      |                          |                          |
| Source : Ministère de l'Intérieur - Deuxième circonscription de l'Ardèche |                                                                               |                           |                           |                          |                          |

La suppléante d'Olivier Dussopt était Michèle Victory. Michèle Victory remplaça Olivier Dussopt, nommé membre du gouvernement, du 25 décembre 2017 au 21 juin 2022.

#### Élections législatives de 2022
Les élections législatives françaises de 2022 se déroulent les dimanches 12 et 19 juin 2022.
| Résultats des élections législatives des 12 et 19 juin 2022 de la 2e circonscription de l'Ardèche |                                  |                          |                          |              |              |             |             |
| Candidat                                                                                          | Candidat                         | Parti et coalition       | Nuance                   | Premier tour | Premier tour | Second tour | Second tour |
| Candidat                                                                                          | Candidat                         | Parti et coalition       | Nuance                   | Voix         | %            | Voix        | %           |
|                                                                                                   | Olivier Dussopt (député sortant) | TdP (ENS)                | ENS                      | 15 014       | 30,04        | 25 684      | 58,86       |
|                                                                                                   | Christophe Goulouzelle           | LFI (NUPES)              | NUP                      | 11 785       | 23,58        | 17 955      | 41,14       |
|                                                                                                   | Cyrille Grangier                 | RN                       | RN                       | 9 512        | 19,03        |             |             |
|                                                                                                   | Marc-Antoine Quenette            | LR (UDC)                 | LR                       | 8 941        | 17,89        |             |             |
|                                                                                                   | Philippe Bory                    | REC                      | REC                      | 1 767        | 3,54         |             |             |
|                                                                                                   | Martin Chaize                    | AU (RPS)                 | REG                      | 902          | 1,80         |             |             |
|                                                                                                   | Claire Guilmin                   | LP (UPF)                 | DSV                      | 777          | 1,55         |             |             |
|                                                                                                   | Michèle Gaillard                 | LO                       | DXG                      | 641          | 1,28         |             |             |
|                                                                                                   | Sébastien Gladieux               | LMR                      | DVD                      | 640          | 1,28         |             |             |
| Votes valides                                                                                     | Votes valides                    | Votes valides            | Votes valides            | 49 979       | 97,92        | 43 639      | 91,02       |
| Votes blancs                                                                                      | Votes blancs                     | Votes blancs             | Votes blancs             | 802          | 1,57         | 3 109       | 6,48        |
| Votes nuls                                                                                        | Votes nuls                       | Votes nuls               | Votes nuls               | 262          | 0,51         | 1 197       | 2,50        |
| Total                                                                                             | Total                            | Total                    | Total                    | 51 043       | 100          | 47 945      | 100         |
| Abstention                                                                                        | Abstention                       | Abstention               | Abstention               | 45 518       | 47,14        | 48 636      | 50,36       |
| Inscrits / participation                                                                          | Inscrits / participation         | Inscrits / participation | Inscrits / participation | 96 561       | 52,86        | 96 581      | 49,64       |

La suppléante d'Olivier Dussopt était Laurence Heydel Grillere, ingénieur agronome, de Tournon-sur-Rhône. Elle remplaça Olivier Dussopt, nommé membre du gouvernement, du 23 juillet 2022 au 11 février 2024.

#### Élections législatives de 2024
| Candidat                 | Candidat                 | Parti et coalition       | Nuance                   | Premier tour | Premier tour | Second tour | Second tour |
| Candidat                 | Candidat                 | Parti et coalition       | Nuance                   | Voix         | %            | Voix        | %           |
| ------------------------ | ------------------------ | ------------------------ | ------------------------ | ------------ | ------------ | ----------- | ----------- |
|                          | Vincent Trébuchet,       | RAD (RN)                 | UXD                      | 24 416       | 35,76        | 33 926      | 52,76       |
|                          | Michèle Victory          | PS (NFP)                 | UG                       | 17 049       | 24,97        | 30 372      | 47,24       |
|                          | Laurence Heydel Grillere | RE (ENS)                 | ENS                      | 11 903       | 17,43        |             |             |
|                          | Jean-Paul Vallon         | SE (UDC)                 | DVD                      | 10 509       | 15,39        |             |             |
|                          | Rémy Nodin               | SE                       | DIV                      | 2 197        | 3,22         |             |             |
|                          | Gérard Montreynaud       | REC                      | REC                      | 777          | 1,14         |             |             |
|                          | Jacky Ritz               | DLF                      | DSV                      | 613          | 0,90         |             |             |
|                          | Michèle Gaillard         | LO                       | EXG                      | 609          | 0,89         |             |             |
|                          | Gérard Julien            | S&P                      | DIV                      | 213          | 0,31         |             |             |
|                          |                          |                          |                          |              |              |             |             |
| Votes valides            | Votes valides            | Votes valides            | Votes valides            | 68 286       | 96,99        | 70 630      | 91,03       |
| Votes blancs             | Votes blancs             | Votes blancs             | Votes blancs             | 1 416        | 2,01         | 4 868       | 6,89        |
| Votes nuls               | Votes nuls               | Votes nuls               | Votes nuls               | 702          | 1,00         | 1 464       | 2,07        |
| Total                    | Total                    | Total                    | Total                    | 70 404       | 100          | 64 298      | 100         |
| Abstention               | Abstention               | Abstention               | Abstention               | 26 734       | 27,52        | 26 521      | 27,30       |
| Inscrits / participation | Inscrits / participation | Inscrits / participation | Inscrits / participation | 97 138       | 72,48        | 97 151      | 72,70       |

Le suppléant de Vincent Trébuchet est Thierry Dussud, de Saint-Jean-de-Muzols.
Thierry Dussud a démissionné de sa fonction de suppléant.